# Ostrów Wielkopolski Zachodni
Ostrów Wielkopolski Zachodni (Ostrów Zachodni) – towarowa stacja kolejowa w Ostrowie Wielkopolskim. Jest stacją techniczną. Położona w zachodniej części miasta (Nowe Parcele), obsługuje pociągi towarowe dojeżdżające do przedsiębiorstw zlokalizowanych w sąsiedztwie (składowisko węgla, baza magazynowa PKN Orlen). Na stacji nie zatrzymują się żadne pociągi pasażerskie. Linie wychodzące są zelektryfikowane.
Powstała w 1955 roku.